# Szőlő- és bortermelés Szlovákiában

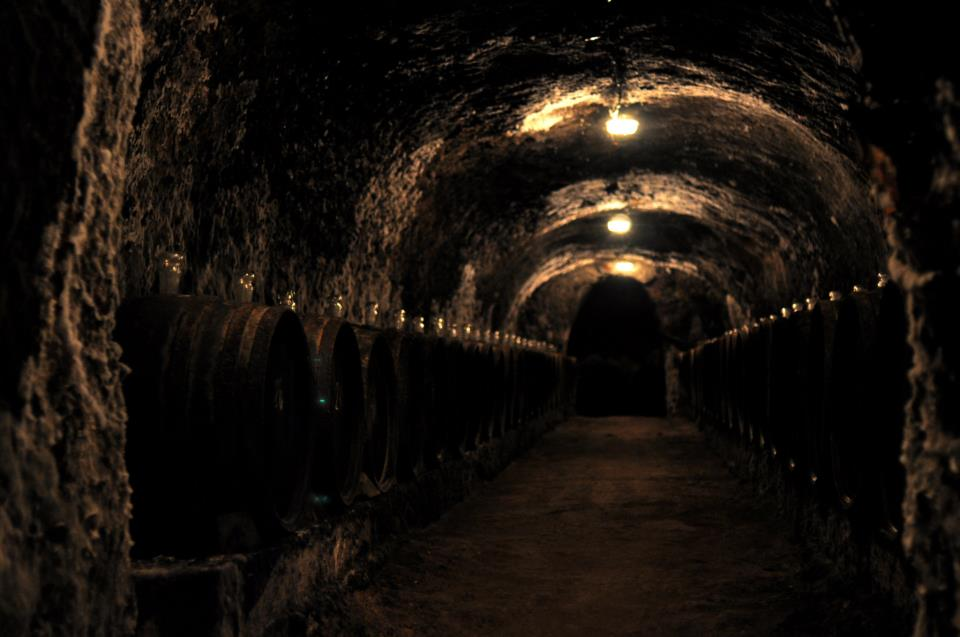
Borospince

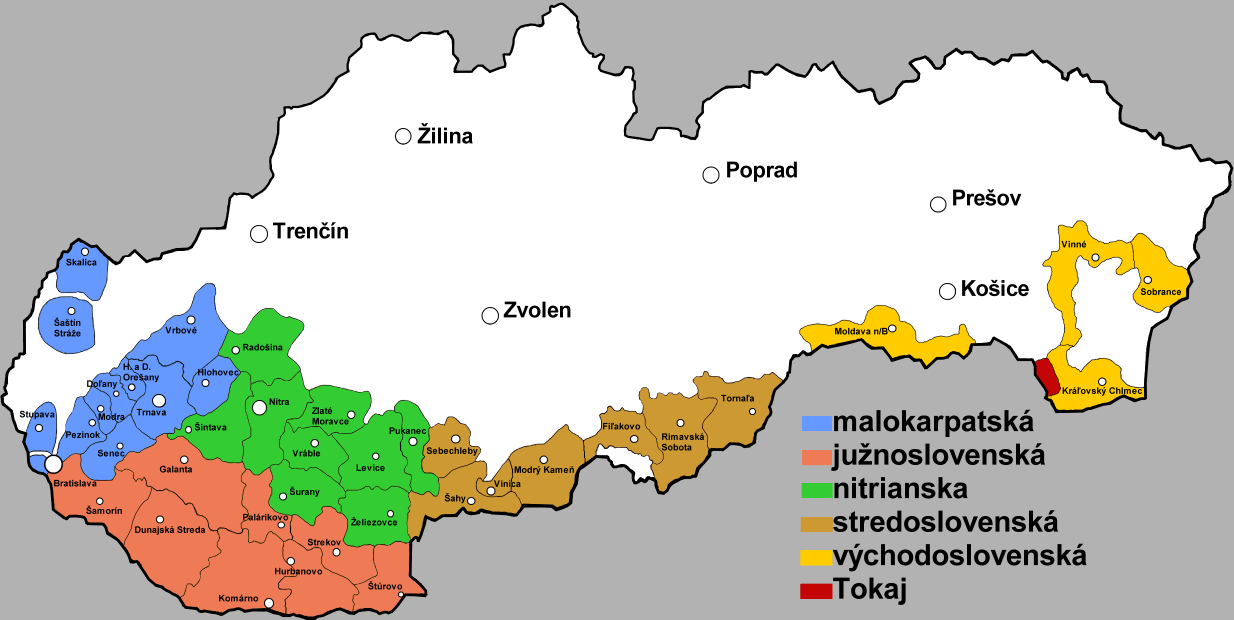
Szlovákia borvidékei

Szlovákia a szőlő termőterületének északi határán fekszik, ezért szőlő- és bortermelése korlátozott; az ország déli határvidékére összpontosul.
A szlovák borpiac két meghatározó tényezője a fogyasztók fizetőképessége és a külföldről importált olcsó borok mennyisége. Meghatározó az árak szerepe. Fenti okokból a szlovák borok többségét még saját hazájukban sem igazán ismerik.

## Termőterülete
A rendszerváltás környékén a kis parcellákat is beleértve 29 ezer hektár szőlőt tartottak számon. 2023-ban mintegy 26 ezer hektárt művelnek. Ezeket (még) nem sorolják önálló borrégióba, de (kissé elnagyoltan) megkülönböztetik a leendő régió borvidékeit. A rendszerváltás óta folyamatosan nőtt a helyi borászok szaktudása és külföldről is hívtak néhány jeles szakembert, Mindezek eredményeként a szlovák borok minősége folyamatosan javul. és várható a termőterület újabb bővülése.

## Borvidékei
A borvidékek határait nem annyira a természeti adottságok, mint inkább a régi, csehszlovák közigazgatási beosztás szerint jelölték ki. A hat hivatalos borvidék:
- Kis-Kárpátok borvidék,
- nyitrai borvidék3900 hektár,[3]
- dél-szlovákiai borvidék 5345 hektár,[3]
- közép-szlovákiai borvidék,
- kelet-szlovákiai borvidék.

Hagyományai alapján kétségkívül kiemelkedik a Kis-Kárpátok borvidéke, viszont ennek adottságait meghatározza, hogy egy hegyvidék. Itt szervezett a borturizmus: vinotékákra, kóstolókra, modern és hagyományos családi borászatokra, ropogós savú zöld veltelinikre és rajnai rizlingekre, szép kékfrankosokra, olaszrizlingekre és portugieserekre számíthat a kóstoló. Területe közel hatezer hektár. Sajnos itt is jellemző a magasabban fekvő, teraszos dűlők parlagon hagyása és elgazosodása.
A Pozsonypüspökitől Ipolyszalkáig kijelölt dél-szlovákiai borvidék a Duna mentén elnyúló tájegység (benne a Csallóközzel, ahol inkább a 20. század második felében kezdtek szőlőt telepíteni ott, ahol már a gabona sem nagyon termett meg). A nyitrai és a közép-szlovákiai régióban található pár nagyon jó adottságú terület, de csak szigetszerűen, zord éghajlatú területekben elszórva.